# Родена, Инес
Инес Родена (исп. Ines Rodena; 20 апреля 1905, Гавана, Куба — 15 апреля 1985, Майами, Флорида, США) — латиноамериканская писательница, автор свыше 100 романов, из которых 64 экранизировано.

## Биография
Родилась 20 апреля 1905 года в Гаване. С детства мечтала стать писательницей и вскоре её мечта осуществилась, когда в 1920-х годах она написала свой первый роман «Богатые тоже плачут», впоследствии ставший известным и популярным, а в 1979 году — экранизированным. Всего она написала свыше 100 романов, из которых 64 было экранизировано. На ее романы всегда был огромный читательский спрос, книги раскупались за считанные недели. Некоторые телесериалы, снятые по её романам, стали культовыми — «Богатые тоже плачут», «Дикая Роза», «Мария Мерседес», «Маримар», «Хозяйка», «Марисоль», «Ложь во спасение», «Узурпаторша», «Злоумышленница». Романы легендарной писательницы были экранизированы практически во всех странах Латинской Америки, даже в США и Европе.

### Последние годы жизни
В 1970-х годах Инес Родена серьёзно заболела и оставила карьеру писательницы и посвятила себя личной жизни и переехала в Майами. Там она и скончалась 15 апреля 1985 года в возрасте 79 лет.

## Экранизированные романы Инес Родены

### Сериалы
- 1968 — Ката (Венесуэла)
- 1969 — Сердце матери (Венесуэла).
- 1970—1971 — Кристина (Венесуэла).
- 1970 — Кошка (Мексика).
- 1971 — Узурпаторша (Венесуэла).
- 1972 — Госпожа (Венесуэла).
- 1972—1973 — Жертвоприношение женщины (Венесуэла).
- 1973 — Мой соперник (Мексика).
- 1973-74 - Ракель (Венесуэла)
- 1979 - Богатые тоже плачут[1], [2].
- 1987-88 - Дикая Роза[3].
- 1992 - Мария Мерседес
- 1994 - Маримар
- 1995 - Хозяйка
- 1995 - Мария из предместья
- 1996 - Марисоль
- 1996 - Ложь во спасение
- 1998 - Узурпаторша
- 2001 - Злоумышленница
- 2010 - Я твоя хозяйка